# Angrobia petterdi
Angrobia petterdi é uma espécie de gastrópode  da família Hydrobiidae.
É endémica da Austrália.